# هابانرا (آریا)

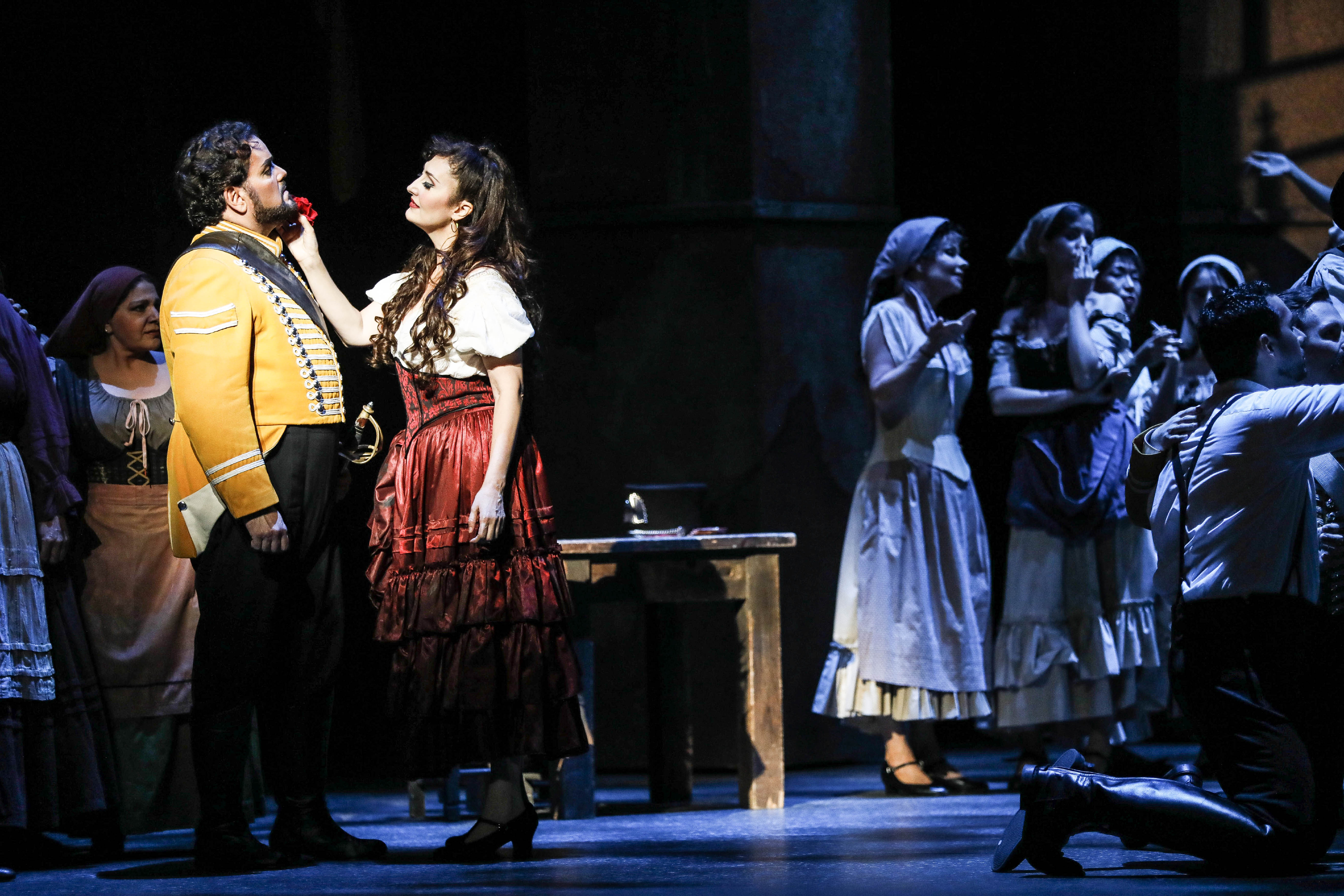
تصویری از اپرا

هابانرا (آریا) (به فرانسوی: L'amour est un oiseau rebelle) یک آریا و مشهورترین بخش از اپرای کارمن (۱۸۷۵) اثر مشهور ژرژ بیزه است. هابانرا اجرای آغازین و اصلی کارکتر است. اجرای اصلی این قطعه در بازه متزوسوپرانو است. بیزه چنین اعتقاد داشت که این صرفاً یک آهنگ عامیانه محلی است. هنگامی که دیگران به وی گفتند که دارد از چیزی استفاده می‌کند که مصنفش ۱۰ سال پیش درگذشته، مجبور شد که به آواز ووکال کارمن، نتی را اضافه نماید تا متضمن منبع اصلی باشد.

### متن ترانه به فارسی[۴]
این‌ قطعه را رضا اسپیلی به فارسی برگردانده است.

عشق پرنده‌ی هرزی است
رام ِ هیچ دستی نیست
بیهوده صلایش می‌دهی
تو را گر نخواهد گوشش بدهکار نیست
بر او کارگر نمی‌افتد نه تهدید نه تقاضا
یکی زبان می‌ریزد، دیگری است بی‌تمنا
من‌او را دوست دارم
که هیچ نگفت و من او را می‌پسندم
عشق بچه‌ی کولی است
پایبند ِهیچ قیدی نیست
دوستت دارم اگر دوستم نداشته باشی
بهتر آنکه از عشق من بر حذر باشی
تو بر این گمان که بال‌اش را چیده ای
او بال می‌زند و می‌رَمَد
عشق از تو رَمان، تو در پی‌اش دوان
تو از عشق گریزان، او بر تو روان
می‌آید، می‌رود، باز می‌گردد
زود جانت را در بر می‌گیرد
می‌پنداری در چنگ تو اسیر است او
او از تو است گریزان
می‌پنداری از تو گریزان است او
تو در چنگ او هستی نهان.
برگردان: رضا اسپیلی